# Guerra del Conde
La guerra del Conde (en lenguas germánicas y por antonomasia, el Feudo del Conde) fue una de las mayores guerras civiles de la historia de Dinamarca. Estalló en 1534 a la muerte del rey Federico I, cuando la ciudad de Lübeck intentó aumentar su poder sobre el país reinstalando en el trono danés al depuesto Cristián II. Ello condujo a varios levantamientos armados en el campo y las ciudades. Cristián II tuvo fuerte apoyo del campesinado, así como en las ciudades de Copenhague y Malmö. La guerra tomó su nombre del conde Cristóbal de Oldemburgo, comandante de las fuerzas de Lübeck.
En el otro lado del conflicto estaban la nobleza y el alto clero danés, quienes, al no estar dispuestos a aceptar nuevamente en el trono a Cristián II, apoyaron al hijo de Federico I, el duque Cristián (a la postre Cristián III). La guerra civil duró de 1534 a 1536 y terminó con la victoria de Cristián III, el establecimiento del protestantismo y el reforzamiento de la nobleza.

## Antecedentes
A principios del siglo XVI hubo en la Europa Septentrional un fuerte movimiento reformador, no solo en la forma del protestantismo de Martín Lutero, sino también a través del catolicismo reformista. Esta última forma de reformismo interesó al rey Cristián II, lo que no fue del agrado de los obispos católicos de Dinamarca. Como la mayoría de los obispos pertenecían a las familias nobles más poderosas del país, la actitud del rey también fue mal vista por éstas, así como el hecho de que el rey tratara de establecer un poder monárquico central más fuerte con ayuda de sus funcionarios. Por lo tanto, a finales de marzo, la nobleza y el alto clero, los prelados proclamaron como nuevo rey al tío de Cristián II, Federico I, y el primero tuvo que escapar a los Países Bajos. En la coronación del nuevo rey se declaró que no se permitiría que los seguidores de Lutero predicaran contra la Iglesia Católica.
El nombramiento de Federico I causó varias dificultades. El rey sueco, Gustavo Vasa, aprovechó la ocasión para intentar invadir algunas provincias danesas, al mismo tiempo que las ciudades de Malmö y Copenhague mantenían su apoyo a Cristián II y fueron sitiadas por el ejército del rey danés. Las dos ciudades capitularon a inicios de 1524, y el 1 de septiembre del mismo año se alcanzó un pacto entre Federico I y Gustavo Vasa en Malmö, en el que se acordaba que las fuerzas suecas se retirarían de la provincia de Blekinge pero conservarían el control de Bohuslän. Sin embargo, los campesinos, que habían sido favorecidos con las políticas de Cristián II, organizaron rebeliones en todo el país. El gobernador de Gotland, Søren Norby, quien apoyaba a Cristián II, decidió involucrarse y envió apoyo a los sublevados. Tyge Krabbe, representante de Federico I en el castillo de Helsingborg, se enfrentó al ejército rebelde, pero tuvo que retirarse. Enseguida Norby asedió el castillo de Helsingborg, pero al mismo tiempo una flota de Lübeck cortó su línea de aprovisionamiento de Gotland y los asediados recibieron refuerzos selandeses. El nuevo ejército, al mando de Johan Rantzau, se unió al de Tygve Krabbe y el 28 de abril de 1525 atacaron a Norby en las cercanías de Lund, en una batalla que resultó una completa masacre del ejército campesino. Norby se retiró a Landskrona, donde finalmente capituló. Tras sofocar la rebelión, la alta nobleza y la ciudad hanseática de Lübeck obtuvieron mayores privilegios del gobierno de Federico I y asimismo incrementaron su apoyo al rey.
En agosto de 1526, el rey Federico I, que por mucho tiempo había tenido simpatía por el catolicismo reformista, se convirtió al luteranismo. Los predicadores evangélicos fueron autorizados para realizar su actividad por todo el país y con la protección del rey se crearon varias congregaciones luteranas en las ciudades comerciales danesas. En Malmö, las congregaciones contaron con el apoyo de los alcaldes Jørgen Kock y Jep Nielsen. En 1528 abrió en la ciudad una imprenta de textos luteranos y Jørgen Kock obtuvo autorización del rey para expropiar los conventos franciscano y dominico con el fin de ocuparlos como ayuntamiento y hospital. Varios otros monasterios fueron abandonados hacia 1530 y únicamente el cabildo catedralicio de Lund ofreció resistencia. Los conventos de esta ciudad no fueron desalojados antes del fin de la Guerra del Conde en 1536.

## Guerra civil

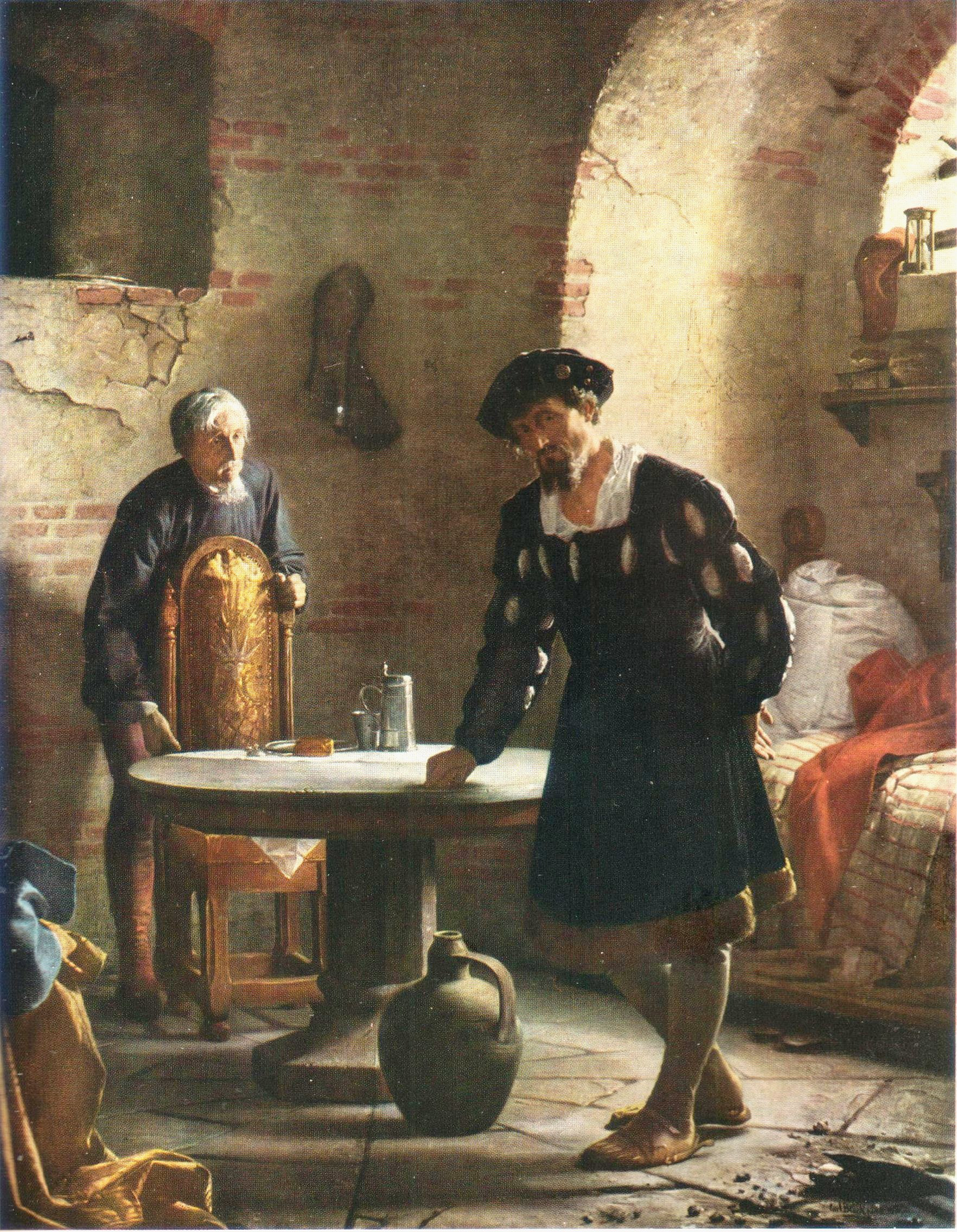
Cristián II prisionero en el castillo de Sønderborg. Carl Bloch (1871).

En el otoño de 1531 desembarcó Cristián II en Noruega con un ejército neerlandés, con el objetivo de retomar su poder en los países nórdicos. La expedición fracasó y Cristián fue encarcelado en el castillo de Sønderborg, en la isla danesa de Als. En su lucha contra Cristián II, los reinos nórdicos habían recibido ayuda de Lübeck, que procuraba excluir a los comerciantes neerlandeses del Mar Báltico. Los reinos danés y sueco no estuvieron de acuerdo con esto y ampliaron sus nexos comerciales con los Países Bajos.
En abril de 1533 falleció Federico I, y los dos posibles sucesores eran sus hijos, el duque Cristián de Holstein y príncipe Juan, que era menor de edad. Como el duque Cristián mostraba gran simpatía hacia el luteranismo, los obispos conservadores se inclinaban por que el nuevo rey debía ser el príncipe Juan. El consejo del reino decidió que la elección del nuevo monarca debía posponerse y que debía haber un gobierno provisional. En este nuevo gobierno, pronto tomó ventaja la facción conservadora del clero y la nobleza, que trabajó para que toda la organización eclesiástica volviera a estar bajo la égida de Roma. El arzobispo Torben Bile, junto al cabildo catedralicio de Lund, declaró herejes a todos los predicadores evangélicos, los excomulgó y los declaró fuera de la ley. La mayoría de los predicadores se vieron obligados a huir, pero en Malmö recibieron la protección del gobierno de la ciudad.

### Estalla la guerra
En marzo de 1533, en parte por iniciativa de su nuevo alcalde Jürgen Wullenwever, Lübeck había reunido sus fuerzas para atacar a los Países Bajos, pero con la muerte de Federico I de Dinamarca se enfrió esa empresa, y la ciudad hanseática buscó, nuevamente, convencer a los reinos nórdicos de bloquear el comercio neerlandés. Como esa iniciativa también fracasó, la ciudad alemana cambió su estrategia y decidió aprovecharse de la situación turbulenta en Dinamarca para reinstalar a Cristián II —popular entre el campesinado— en el trono y dirigir su gobierno desde Lübeck. El alcalde de Malmö, Jørgen Rantzau, defensor del protestantismo, se alió con el alcalde de Copenhague, Ambrosius Bogbinder, del lado de Lübeck. Como comandante de las fuerzas de Lübeck fue nombrado el conde Cristóbal de Oldemburgo, cuyo título nobiliario le daría posteriormente nombre a la guerra. Formalmente, la causa de que el conde Cristóbal haya liderado la alianza era el restablecer a su primo Cristián II en el trono de Dinamarca, pero, al parecer, el conde tenía la intención de tomar para sí mismo la corona danesa.
El conde Cristóbal irrumpió en el sur de Jutlandia en mayo de 1534, con lo cual el consejo real danés se movilizó. La nobleza jutlandesa nombró, el 4 de julio del mismo año, al duque Cristián como su rey, y para reforzar la defensa de las regiones occidentales de Dinamarca, el consejo real trasladó por barco caballeros desde Escania. Esto fue aprovechado por Jørgen Kock, quien cerró las puertas de Malmö. Un grupo de burgueses entraron al castillo de Malmöhus e hicieron prisionero al representante del rey. El conde Cristóbal arribó poco después con una flota de Lübeck al estrecho del Oresund y desembarcó en Selandia. En julio de 1534, Cristóbal fue nombrado regente por una asamblea selandesa en la ciudad de Ringsted y el mes siguiente, la nobleza escanesa, después de negociaciones por parte de Jørgen Kock, juró fidelidad al conde en nombre de Cristián II. También Fionia fue conquistada rápidamente y Cristóbal continuó hacia Jutlandia, donde había estallado una rebelión campesina en apoyo de Cristián II. El corsario Skipper Clement, quien había servido a Cristián II, acaudilló un levantamiento campesino en su apoyo en el norte de Jutlandia, con base en Aalborg. Un gran número de mansiones en el norte y occidente de Jutlandia fueron incendiadas. Sin embargo, también en Jutlandia había reunido sus tropas el duque Cristián en espera del contraataque. Los miembros del consejo real Niels Brock y Holger Rosenkrantz se enfrentaron al ejército de Skipper Clement en la batalla de Svenstrup el 16 de octubre de 1534, donde el ejeŕcito de la nobleza sufrió una estrepitosa derrota.
La alianza dirigida por Lübeck, compuesta por el clero conservador, los burgueses evangélicos y los nobles conservadores, además del gobierno de la ciudad hanseática, encontró dificultades para mantenerse. Lübeck se acercó al duque Alberto VII de Mecklemburgo-Güstrow para obtener mayor apoyo en la guerra, ofreciéndole la corona danesa en recompensa, lo que desaprobó el conde Cristóbal. La parte danesa de la alianza, a su vez, perdió influencia, y el pueblo danés, tanto la burguesía como los conventos y las iglesias parroquiales, fueron cargados con más impuestos para financiar la guerra. Los prelados y la alta nobleza se vieron en la necesidad de solicitar préstamos cada vez mayores a Lübeck.

### Suecia entra en el conflicto

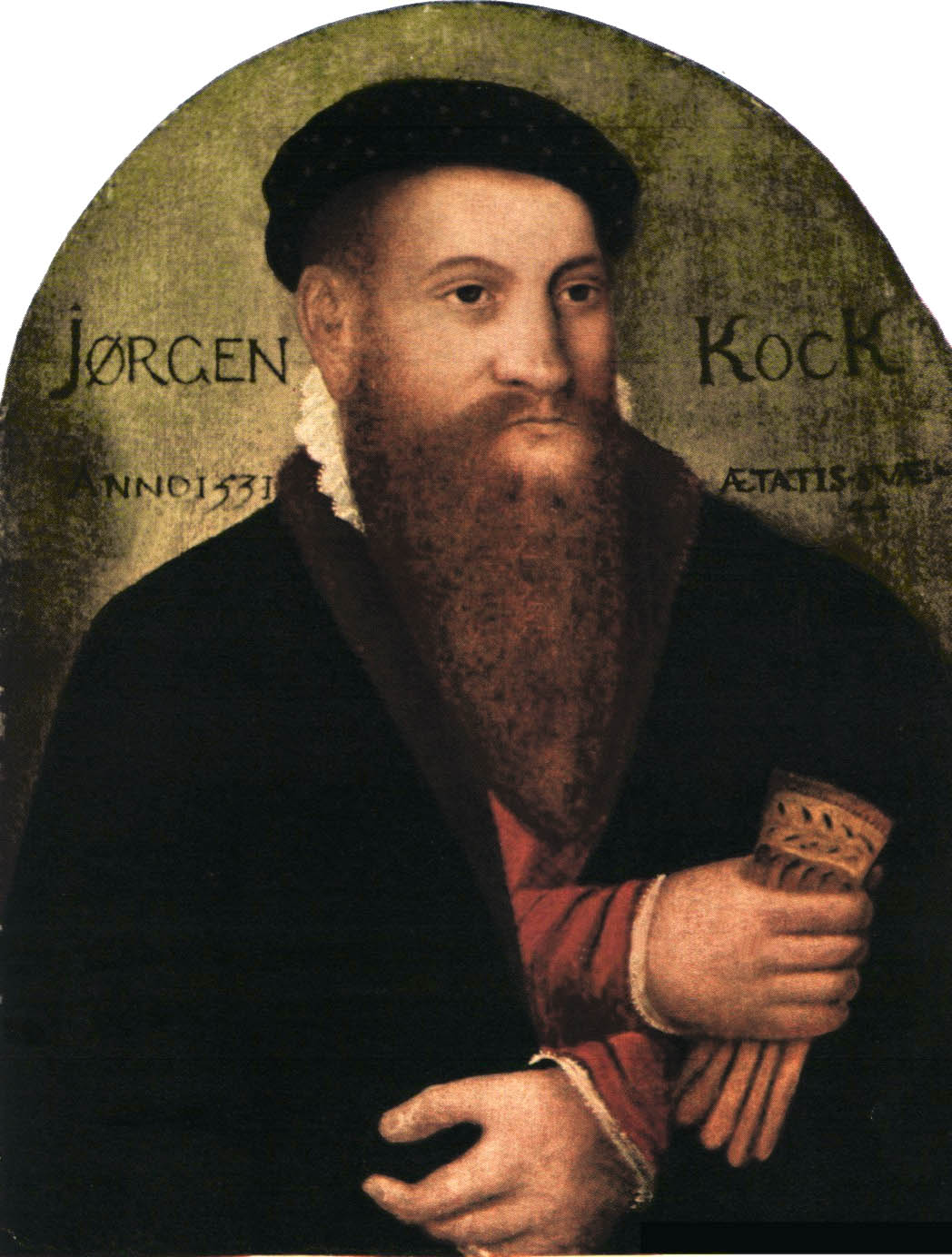
Jørgen Kock, alcalde de Malmö.

El rey Gustavo de Suecia, que no quería ver de nuevo a Cristián II en el trono de Dinamarca, envió en octubre de 1534 un ejército al mando de Lars Sigesson Sparre a la provincia danesa de Halland. Esta expedición tomó la ciudad de Halmstad y asedió la fortaleza de Varberg. Un ejército de Mecklemburgo, bajo el mando del conde Juan de Hoya desembarcó poco tiempo después en Escania para defender los límites de esa provincia con Suecia. Juan de Hoya, junto a tropas de Lübeck y habitantes de Malmö y Landskrona, se dirigió a Halland. Una parte considerable de la nobleza y el clero de la región de Escania, que había jurado fidelidad al conde Cristóbal en 1534, se mostraba descontenta con la presencia de alemanes en el país. Un número considerable de tropas de la nobleza se reunió en Ängelholm, después de lo cual entraron en contacto con el ejército sueco. A inicios de 1535, ambas fuerzas acordaron apoyar al duque Cristián.
Juan de Hoya fracasó en su intento de ocupar Halmstad y se dirigió al sur hacia Helsingborg, con el ejército sueco tras él. El ejército escanés, que había marchado hacia Vä, se encaminó también a Helsingborg. Una parte del ejército burgués de Juan de Hoya, encabezada por Markus Meyer y Jørgen Kock, contactó a Tyge Krabbe, y con el argumento de rendirle fidelidad, solicitó apoyo de los cañones del castillo de Helsingborg. Al recibir la respuesta de que Krabbe estaba "del lado de los aliados", los burgueses tomaron posiciones al pie de los muros del castillo en espera del ejército noble apoyado por los suecos. Cuando las tropas nobles se acercaron al castillo la mañana del 13 de enero, los cañones del castillo abrieron fuego, pero contra el ejército burgués, pues Krabbe se había aliado secretamente con los nobles. La situación produjo gran pánico en el ejército burgués, que rápidamente pudo ser derrotado. Jørgen Kock pudo salvarse de la carnicería, llegar al mar y abordar una embarcación de remos. Toda Dinamarca al oriente del Oresund, excepto Malmö y Landskrona, estaban ahora bajo el control del duque Cristián.

### Triunfos del duque Cristián

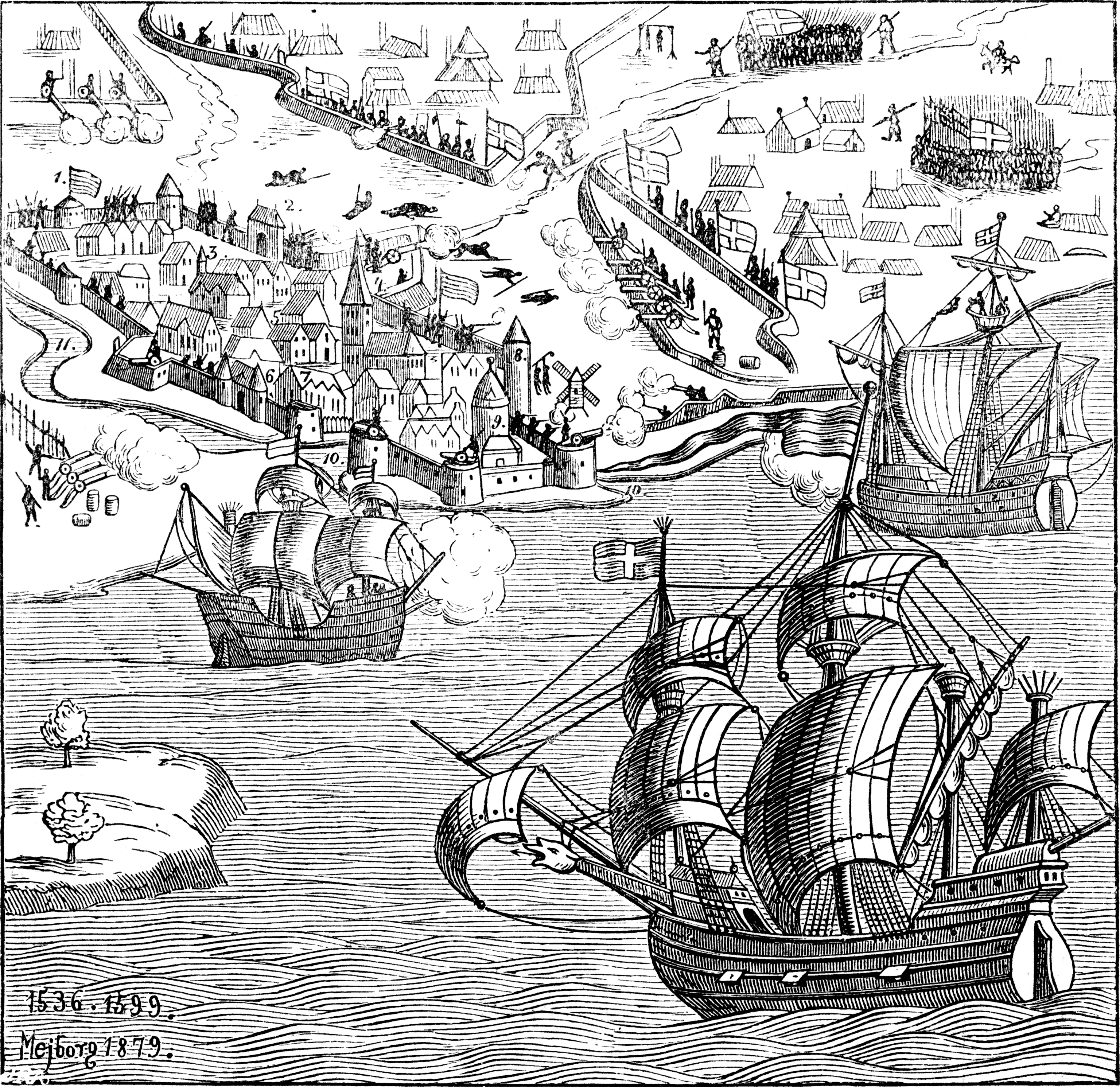
Grabado del asedio de Copenhague de 1535-36.

El duque Cristián reunió en Jutlandia a sus seguidores bajo el mando del comandante Johan Rantzau. En diciembre de 1534, las tropas mercenarias de Rantzau sofocaron la rebelión campesina de Jutlandia mediante el asalto de Aalborg. Skipper Clement fue herido y aunque logró escapar, poco después fue capturado y sería ejecutado en 1536. Durante el verano de 1535 se sucedieron varios éxitos para el duque Cristián. La flota de Lübeck fue vencida por una flota dano-sueca junto a las costas de la isla de Bornholm el 9 de junio. Desde Aalborg, Johan Rantzau se trasladó a Fionia, donde se habían reunido los restos del ejército del conde Cristóbal. Las tropas se enfrentaron en la batalla de Øksnebjerg, que se libró en una cuesta 10 km al sur de Assens; en ella, el ejército del conde fue derrotado definitivamente y dos de sus comandantes, Juan de Hoya y Gustav Trolle, fueron heridos de muerte.
Cristián dominaba ahora casi toda Dinamarca, con excepción de Copenhague, Malmö, Landskrona y Varberg, esta última había sido tomada por Markus Meyer, quien después de estar prisionero en el castillo de esa ciudad, logró hacerse el control del mismo gracias a la intervención de algunos soldados leales al conde Cristóbal. El castillo fue asediado por la flota del duque Cristián, pero al no poder bloquearlo desde el mar, el asedio no tuvo gran efecto. Después de que la flota de Lübeck fuera derrotada en Bornholm, todas las ciudades leales al conde fueron bloqueadas por mar. El conde Cristóbal y el duque Alberto se encerraron en Copenhague con el último resto de sus tropas. Durante el sitio de Copenhague, el duque Cristián se entrevistó, en su campamento en las afueras de la ciudad, con representantes de la nobleza escanesa, a quienes les aseguró que, una vez coronado, fortalecería los privilegios de los nobles. De esa manera, fue reconocido como rey por la asamblea escanesa el 18 de agosto de 1535. Landskrona capituló en octubre de 1535 y cuando Wullenwever fue depuesto como alcalde de Lübeck en agosto de ese año, las partes en conflicto iniciaron negociaciones de paz y alcanzaron un acuerdo en Hamburgo en febrero de 1536. Informada del acuerdo de paz, la burguesía de Malmö capituló. Las tropas y la artillería empleadas en el asedio de Malmö podían ahora servir para reforzar el asedio de Varberg. Meyer rindió esa plaza a finales de mayo. Copenhague mantuvo su oposición hasta el 29 de julio de 1536, cuando Cristián III hizo finalmente su entrada triunfal en la ciudad como rey de toda Dinamarca. El conde Cristóbal y el duque Alberto renunciaron a sus pretensiones al trono danés y fueron expulsados del país.

## Consecuencias
Después de la entrada de Cristián III en Copenhague, la noche del 12 de agosto fue capturado el arzobispo Torbern Bille junto con dos obispo más. Todos los demás obispos del reino fueron detenidos en otras partes del país. El rey convocó una asamblea de notables en Copenhague el 20 de octubre de 1536, en la que se decidió que los obispos debían ser ejecutados y sus bienes confiscados en beneficio de la corona. El cabildo catedralicio y los conventos pudieron continuar con sus actividades hasta que fueran reformados. Los monjes abandonaron los monasterios y aquellos que optaron por quedarse, tuvieron que predicar ateniéndose a las normas evangélicas. Cristián III demandó al consejo real que se encargara de que ningún obispo en el futuro tuviera poder mundano en Dinamarca. También exigió que siete consejeros reales, todos escaneses, escribieran cartas en las que juraban fidelidad al monarca, como consecuencia del cambio de bando de la nobleza escanesa durante la guerra.
Tras la asamblea, Cristián III trabajó para organizar una iglesia nacional gobernada por el rey e independiente de la sede papal en Roma y de la Iglesia Católica. Una nueva organización eclesiástica fue elaborada en 1537 por órdenes del monarca, que se implantó de forma definitiva en 1539. El cargo de obispo fue reemplazado brevemente por el de superintendente, pero volvió a ser utilizado. Los obispos tenían que ser nombrados por el rey y no podían tener muy grandes ingresos. Los párrocos fueron requeridos como predicadores para que la población pudiera ser instruida en la enseñanza evangélica. La enseñanza del catecismo para los niños fue impartida por los campaneros de las iglesias. De ese modo, quedó instaurada completamente la reforma protestante en Dinamarca.